# Josef Melan
Josef Melan (né à Vienne le 18 novembre 1853 et mort à Prague le 6 février 1941) est un ingénieur des travaux publics  autrichien, professeur dans plusieurs instituts techniques.

## Biographie
Josef Melan a étudié à la Wiener Technischen Hochschulen (université technique de Vienne) entre 1869 et 1874 puis a été un assistant du professeur Emil Winkler pour le cours d'ingénierie ferroviaire et de construction des ponts. Il présente sa thèse de doctorat en 1880 intitulée Theorie des Brücken- und Eisenbahnbaues (théorie des ponts et la construction des voies ferrées). Il fait partie du corps enseignant de cet institut technique jusqu'en 1886. Il a dans la même période travaillé dans le bureau d'études spécialisé dans la construction de ponts Ignaz Gridl et pour l'entreprise de construction Gaertner de Vienne. En 1886 il est professeur associé à la Technische Hochschule de Brünn. En 1902 il est professeur du Deutschen Technischen Hochschule (Institut technique allemand) de Prague et le reste jusqu'en 1923.
Josef Melan est une autorité reconnue pour la construction des ponts en Autriche. Il a mis au point en 1892 un procédé de construction en béton armé en 1892, appelé Système Melan, concurrent du système développé par Joseph Monier et François Hennebique, qui a eu un certain succès en Autriche-Hongrie et aux États-Unis. 
Il a reçu une médaille d'or pour son système à l'exposition universelle de 1900 à Paris. Il a vérifié les calculs du pont de Williamsburg et du Hell Gate Bridge de New York à la demande du département de construction des ponts de la ville dépendant de Gustav Lindenthal.
L'ingénieur américain David B. Steinman a traduit son livre sur la théorie des arcs et des ponts suspendus (Theory of Arches and Suspension Bridges) en 1913 et celui sur les arcs en béton armé (Plain and reinforced concrete arches) en 1917.

## Famille
Il est le père d'Ernst Melan (Brno, 16/11/1890-Vienne (Autriche), 10/12/1963), professeur assistant pour la théorie des structures et la résistance des matériaux à l'université technique de Prague en 1923. Il est nommé en 1925 professeur en théorie des structures à la Wiener Technischen Hochschulen. Il y a été jusqu'en 1962 un professeur et un chercheur très considéré. Il a écrit en 1927 avec Friedrich Bleich la monographie Die gewöhnlichen und partiellen Differenzengleichungen der Baustatik qui a été un livre de référence sur l'application des méthodes de calcul numérique pour le calcul des structures. Il s'est intéressé à aux structures dans le passage de l'état élastique à l'état plastique. Comme son père, il s'est intéressé aux calculs des ponts. Il a été membre de l'académie autrichienne des sciences et de l'académie polonaise des arts et sciences.

## Le Système Melan
Il est l'inventeur du Système Melan qui est breveté en 1892. Melan a mis au point ce système de voûte en béton armé à la suite du travail du Comité sur les arcs. Melan décrit son système comme « un nouveau type de plancher consistant... en une combinaison de nervures fléchies en acier et de voûtes en béton ». Les voûtes doivent être  correctement ferraillées. « Ce renforcement  est très important quand des charges non uniformes sont appliquées sur des planchers provoquant des contraintes de traction. De plus les nervures permettent une fixation simple du coffrage pour le bétonnage des voûtes, aussi un échafaudage spécial n'est pas nécessaire, même pour les grandes portées ». Ce système va montrer ses avantages dans la construction des ponts en arc. Pour le développement de son système, Josef Melan va s'appuyer sur l'industriel Viktor Brausewetter auquel il vend l'usage de son brevet en Autriche-Hongrie et en Allemagne au début de 1892. Dès 1894, la société Pittel & Brausewetter a construit 100 000 m2 de plancher industriel. Trois petits ponts routiers ont déjà été construits en Bohême à cette époque. 

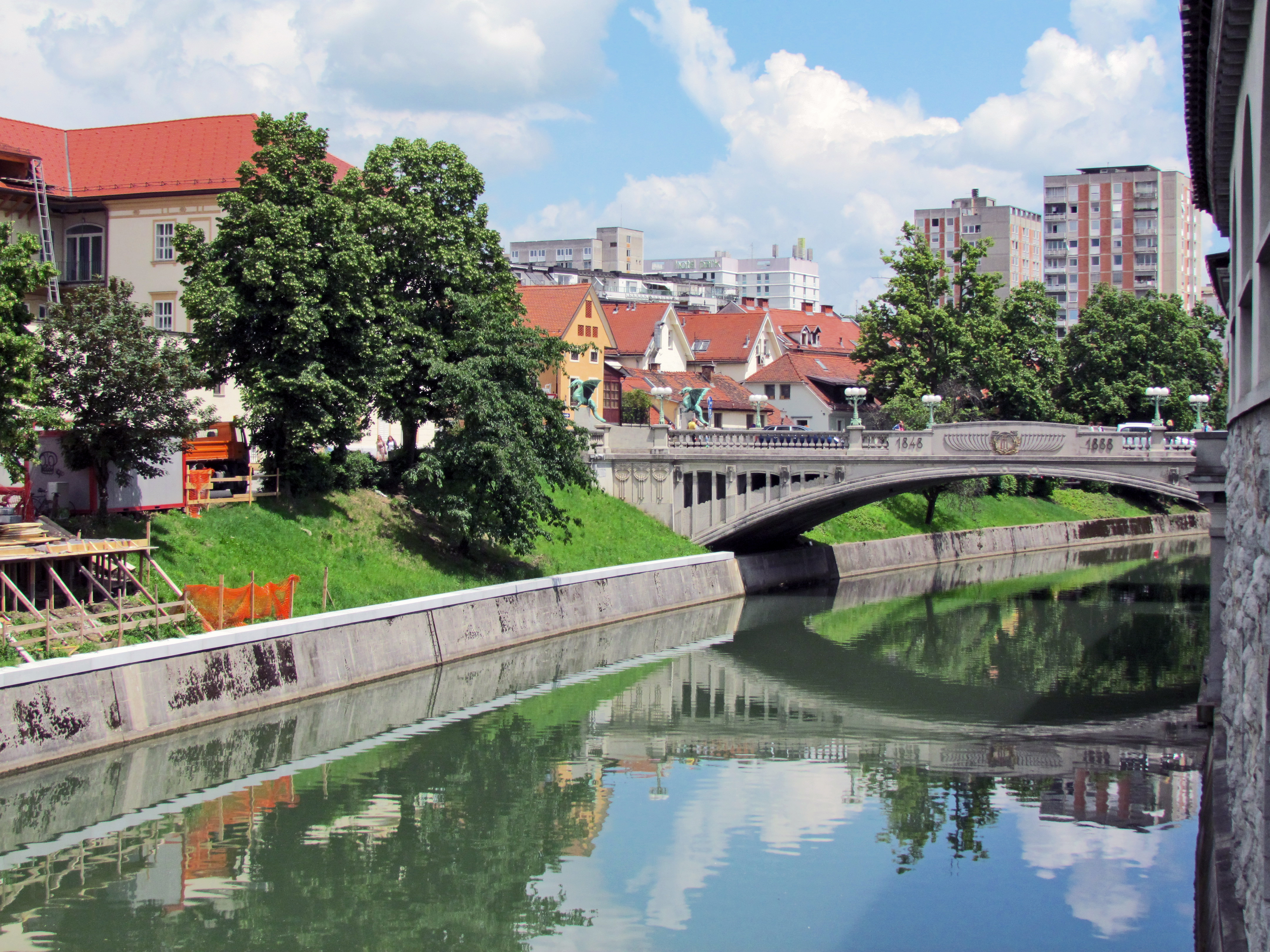
Pont des Dragons à Ljubljana

La particularité du Système Melan pour les ponts en arc, c'est qu'au lieu de les ferrailler avec des barres en acier, on utilise des poutres métalliques en I ou doubles T cintrés comme renforcement.
Joseph Melan a acquis la notoriété en construisant avec son système un pont en arc à Steyr de 42,40 m de portée, en 1898. En 1901, le pont des Dragons est construit à Ljubljana.
Ce système va se développer aux États-Unis ainsi qu'en Espagne pour la construction de ponts. 
Le béton armé ne s'est pas développé aux États-Unis à partir des brevets de Joseph Monier comme en Europe, mais à partir du Système Melan. Ce système pouvait rappeler aux Américains les systèmes qu'ils avaient brevetés pour assurer la protection au feu des bâtiments par enrobage des poutrelles métalliques par du béton. Ce développement aux États-Unis a été possible grâce à l'ingénieur autrichien Friedrich Ignaz von Emperger (1862–1942) qui avait énuméré ses avantages :
- les voûtes Monier sont instables pendant leur bétonage, ce qui n'est pas le cas des voûtes Melan grâce aux arcs métalliques,
- la disposition des armatures des voûtes Melan est simple,
- la voûte peut se construire sans échafaudage car les arcs métalliques peuvent reprendre le poids du coffrage et du béton avant sa prise.

Ce système consomme plus d'armatures que le système Monier mais aux États-Unis l'acier est meilleur marché qu'en Europe par rapport au coût de la main d'œuvre.

Melan Arch Bridge (1894), Rock Rapids, comté de Lyon (Iowa) - Coupes
Melan Arch Bridge, Rock Rapids, comté de Lyon Vue isométrique - Ferraillage par profilés cintrés
Old Harvard Street Bridge (1901) Ferraillage avec des poutres treillis
Wells Street Bridge, Fort Wayne, comté d'Allen Exemple de ferraillage par treillis

La consommation d'armatures étant importante, le système Melan n'est pas économiquement intéressant pour les arches importantes. Ce sont les ingénieurs américains Edwin Thacher (1839–1920) et William H. Burr (1851–1934) qui vont trouver la solution en remplaçant les profilés par des poutres en treillis pour limiter le gaspillage d'acier. 
Entre 1894 et 1904 environ 300 ponts ont été construits par la seule New York Concrete-Steel Engineering Company.
Cette méthode de construction a été critiquée en 1906 par l'ingénieur français Georges Espitallier : « Malgré qu'en Amérique il ait été créé depuis lors de nombreux procédés se rapprochant des systèmes européens de béton armé, on y a fréquemment continué à ne considérer le béton que comme une chemise protectrice, indépendante des éléments essentiels de la résistance qui restent encore souvent des combinaisons de fers à double T, ou de profilés des types usuels. »
En Espagne, c'est l'ingénieur José Eugenio Ribera qui a breveté un système semblable qu'il a présenté en 1902 comme un perfectionnement du Système Melan. Il lui a permis de supprimer le échafaudages provisoires. Il a réalisé le pont San Telmo à Séville avec la participation d'Eduardo Torroja. Il a construit environ 300 ponts en arc en appliquant ce système. Ce système a été utilisé par Eduardo Torroja pour construire l'arc du Viaduc Martín Gil après la guerre d'Espagne car le cintre qui était prévu n'était plus en état pour reprendre les charges.
Ce système de construction a été présenté en Allemagne en 1924 par l'ingénieur Heinrich Spangenberg (1879–1936) qui a signalé ses avantages mais a aussi ses défauts. En Allemagne, le pont Echelsbacher a été construit suivant cette méthode en 1929, le pont Ludwig, à Munich, en 1935, le pont sur la Sieg, entre Troisdorf et Menden (Sankt Augustin), en 1928/29. L'ingénieur suisse Robert Maillart a aussi critiqué ce système constructif.
Le premier pont construit au Japon suivant le système Melan a été réalisé par Sakuro Tanabe, à Kyoto, en 1903.
Ce système de construction va disparaître à la fin des années 1930 à cause de la pénurie d'acier.

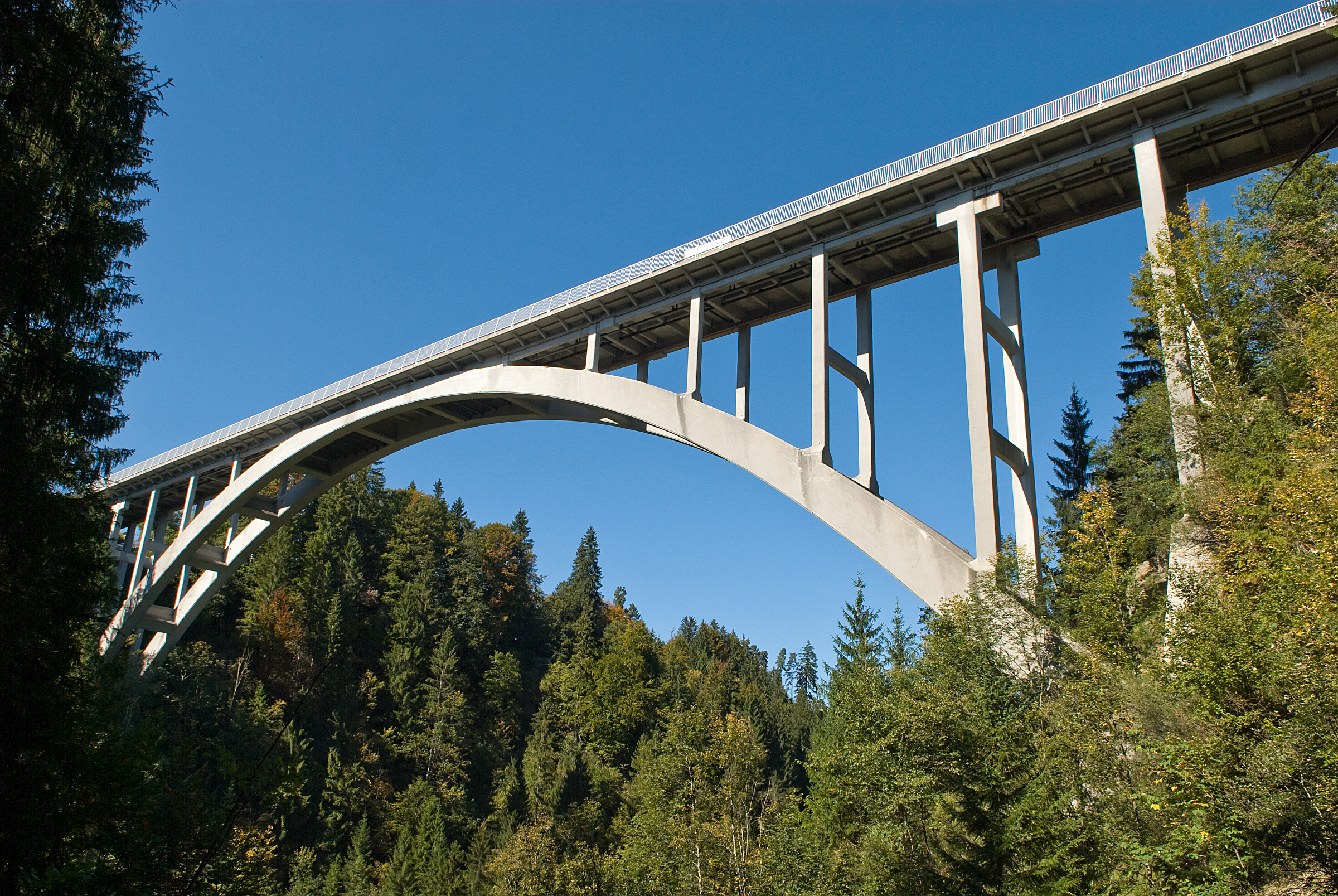
Pont d’Echelsbach
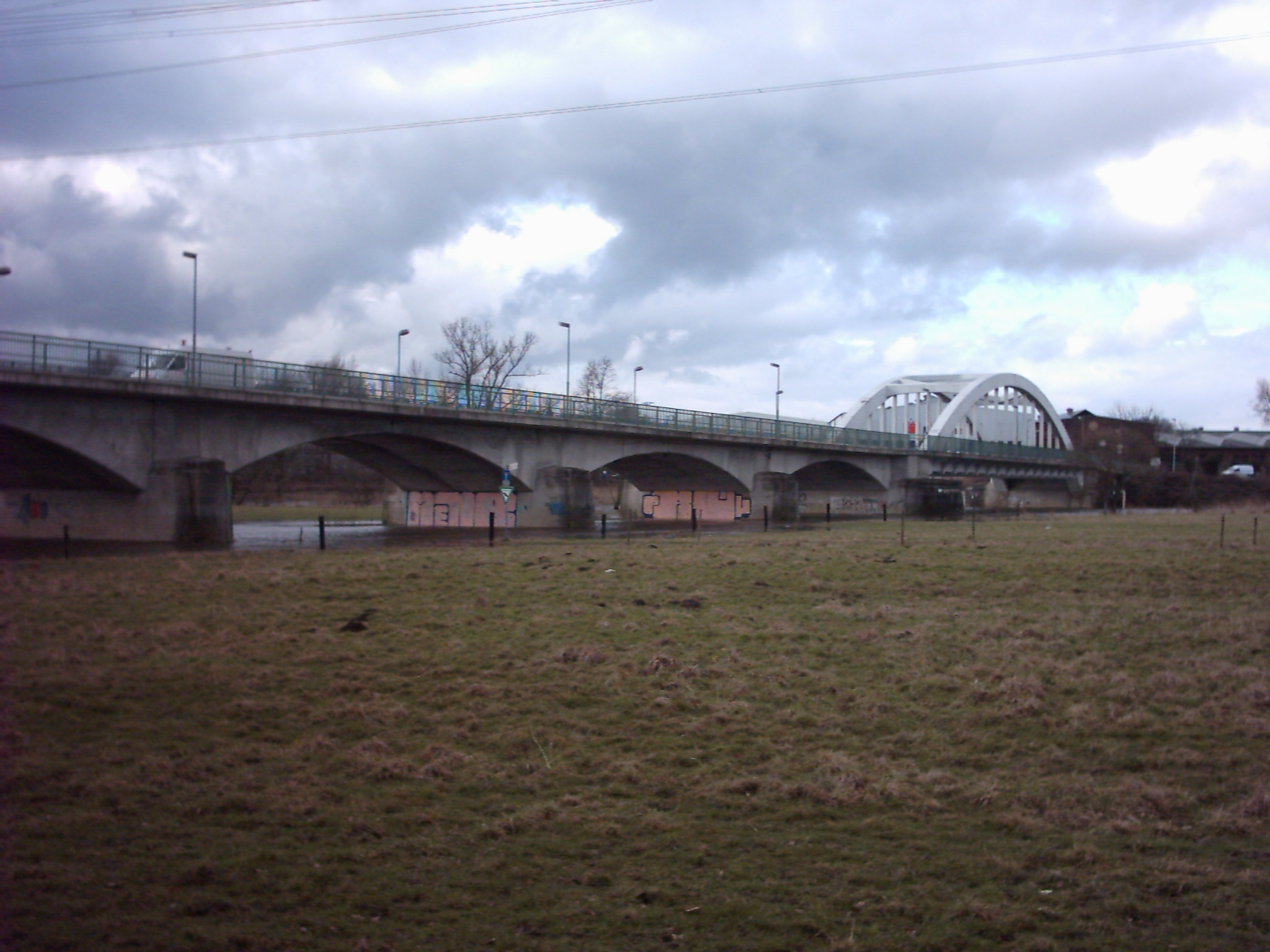
Pont sur la Sieg entre Menden (Sankt Augustin) et Troisdorf
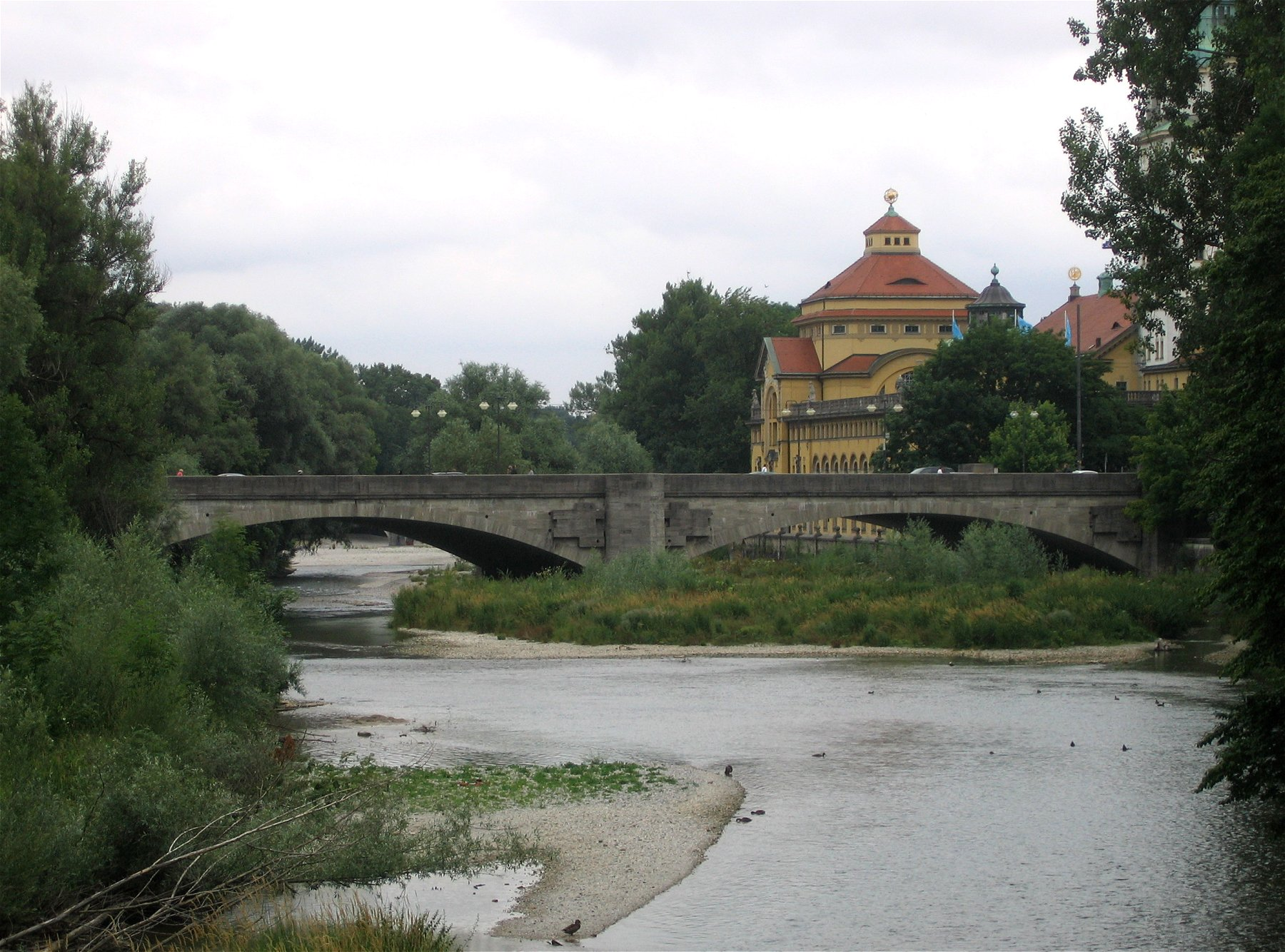
Pont Ludwig à Munich
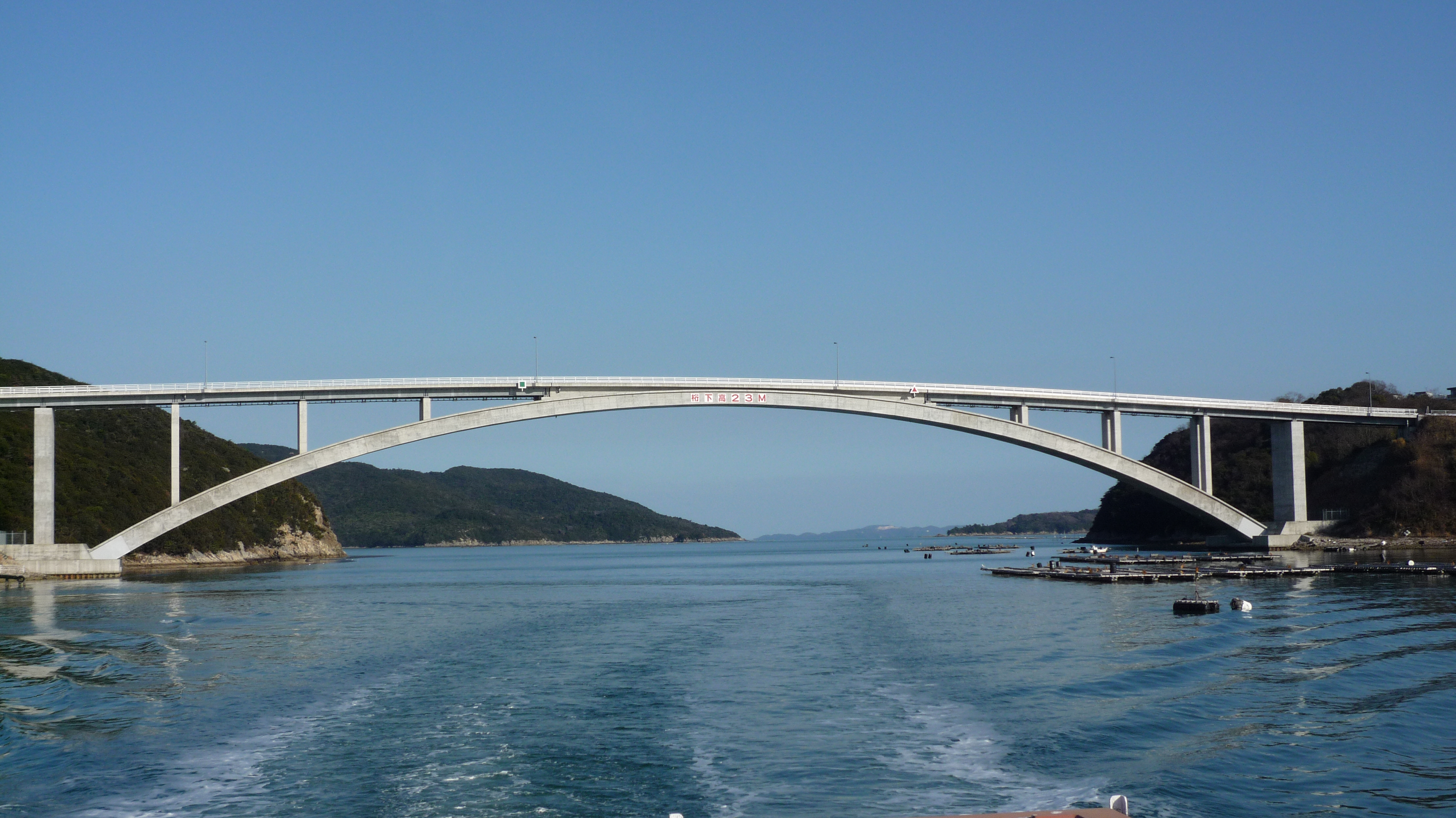
Pont de Kashirajima

Ce système de construction est redécouvert dans les années 1970 au Japon pour la réalisation d'arcs de grande portée ne pouvant pas être réalisés sur cintre, puis en Chine à partir de 1993. Au Japon, 20 ponts ont été construits en appliquant le Système Melan. On peut citer le pont de Kashijarima avec un arc en béton armé de 218 m d'ouverture,, ou le pont de Tateyama de 188 m d'ouverture.
En Chine, ce système a été modifié en remplaçant les profilés supérieur et inférieur du treillis par des tubes remplis de béton.

## Publications
- Avec Th. Landsberg, Eiserne Bogenbrücken und Hängebrücken, Handbuch Ingenieurwissenschaften, Leipzig 1906

- Handbuch für Eisenbetonbau, 4e édition, Berlin 1932
- Die Donaubrücke bei Cernavoda, p. 32-37, Österreichische Ingenieur- Und Architekten-Zeitschrift, 1890
- Theory of Arches and Suspension Bridges, traduction en 1913
- Plain and reinforced concrete arches, traduction en 1917